# Джессі Джей
Джессі Джей (англ. Jessy J, при народженні Джессіка Спінелла (англ. Jessica Spinella); нар. 20 грудня 1982, Портленд, штат Орегон, США) — американська джазова саксофоністка.

## Біографія
Джессі Джей є мексикано-американкою. ЇЇ батько — з Мексики, а мати — з Техасу. Вона народилася в Портленді, штат Орегон, і зростала в місті Гемет, штат Каліфорнія. Джессі почала грати на піаніно коли їй було 4 роки. У 15-річному віці на фестивалі «Bela Bartok Festival» вона виграла конкурс по грі на піаніно «Piano State Championship». Навчалася в Південному Університеті Каліфорнії і була визнана найвидатнішою джазовою студенткою Університету. Після закінчення університету Джессі гастролювала з такими групами та виконавцями як The Temptations, Джессіка Сімпсон та Майкл Болтон.
Джессі Джей також була учасницею групи «Henry Mancini Jazz Orchestra».

## Дискографія
У цей час Джессі Джей випустила три альбоми:
- Tequila Moon (випущено 4 березня, 2008)
- True Love (випущено 4 серпня, 2009)
- Hot Sauce (випущено 6 вересня, 2011)